# Невилл, Кит
Кит Не́вилл (англ. Keith Neville; 25 февраля 1884, Норт-Платт, Небраска, США — 4 декабря 1959, там же) — американский политик, 18-й губернатор Небраски.

## Биография
Кит Невилл родился в Норт-Платте, Небраска, в семье Уильяма Невилла и Мэри Энн Кит. Он учился в академии Св. Иоанна, а в 1905 году окончил колледж Св. Иоанна в Мэриленде, где был членом братства Phi Sigma Kappa. До прихода в политику Невилл управлял семейным ранчо и служил директором Первого национального банка в Норт-Платте. 21 октября 1908 года он женился на Мэри Вирджинии Нил, у них было четверо детей.
В ноябре 1916 года Невилл был избран губернатором Небраски. На момент избрания ему было всего 32 года, поэтому он стал известен как «губернатор-мальчик» (англ. Boy Governor). Во время его пребывания в должности был принят закон, запрещающий продажу ликёра. После неудачной попытки переизбраться на второй срок Невилл вернулся в Норт-Платт, где занимался банковской деятельностью и животноводством, а также продолжал оставаться активным в политике.
В 1922 году Невилл был председателем Центрального комитета Демократической партии штата, в 1933 году — директором Национальной администрации восстановления, созданной по Закону о восстановлении национальной промышленности, в 1934 году — членом национального комитета Демократической партии, в 1920, 1932 и 1956 годах — делегатом национального съезда Демократической партии, а в 1954 году — кандидатом в Сенат США. Он также на протяжении 17 лет был тренером школьной футбольной команды в Норт-Платте.
Невилл был масоном, членом Благотворительного и покровительствующего ордена лосей США, общества Оддфеллоуз («Чудаки») и Епископальной церкви.
Невилл умер 4 декабря 1959 года и похоронен на кладбище в Норт-Платте.